# Jezioro Stężyckie
Der Jezioro Stężyckie (deutsch Stendsitzer See) ist ein 2,1 Kilometer langer, bis zu 550 Meter breiter See in der polnischen Woiwodschaft Pommern.
Der Jezioro Stężyckie liegt in unmittelbarer Nachbarschaft des Südufers des Jezioro Raduńskie Górne (Radaune-See) im Zentrum der Kaschubischen Schweiz, etwa acht Kilometer nördlich der Stadt Kościerzyna (Berent). Er ist nach dem Dorf Stężyca (Stendsitz) benannt, das sich vom Nordufer aus bis zum Südufer des Raduńskie Górne erstreckt. Aus dem Raduńskie Górne und dem Stężyckie, die miteinander verbunden sind, fließt das Wasser ab in die Radunia (Radaune), die bei Krępiec (Krampitz) in die Motława (Mottlau) mündet, die ihrerseits bei Danzig in die Weichsel mündet.